# Греко-казахстанские отношения
Казахстанско-греческие отношения — двусторонние дипломатические отношения Республики Казахстан и Греческой Республики.

## История
До установления отношений Казахстана и Греции действовали дипломатические отношения СССР, в составе которого была Казахская ССР, с Грецией. Дипломатические отношения между Казахстаном и Грецией установлены в октябре 1992 года.
Открытие посольства Греции в Казахстане состоялось в феврале 1997 года, в январе 2005 года открылась Дипломатическая миссия Казахстана в Греции, реорганизованная в посольство в мае 2009 года.

## Государственные визиты
Президент Казахстана Нурсултан Назарбаев совершил официальный визит в Грецию 16-18 июля 2001 года. Во время визита он встретился с президентом Греции Константиносом Стефанопулосом, спикером парламента Греции Апостолосом Какламанисом, мэром Афин Димитросом Аврамопулосом, бизнесменами страны. Во время встречи президент Греции вручил Назарбаеву высшую награду Греческой Республики — Орден Спасителя. Мэр Афин Аврамопулос вручил президенту Казахстана Золотую медаль города Афины и пригласил быть почётным гостем Олимпийских игр-2004.
В июне 2002 года президент Греции Константинос Стефанопулос нанёс визит в Казахстан, поддержав в своём выступлении дальнейшее развитие отношений двух стран.
13-20 августа 2004 года Нурсултан Назарбаев совершил рабочий визит в Грецию. Во время визита он встретился с президентом Греции Константиносом Стефанопулосом, президентом Румынии Ионом Илиеску, экс-президентом США Джорджем Бушем — старшим, экс-премьер-министром Израиля Шимоном Пересом, мэром Афин Дорой Бакоянни, бывшим советником президента США по национальной безопасности Брентом Скоукрофтом. Также Назарбаев посетил церемонию открытия Летних Олимпийских игр 2004 года, соревнования с участием казахстанских спортсменов, принял участие в открытии информационно-культурного центра «Казахский аул».

## Экономическое сотрудничество
В 2000 году товарооборот между Казахстаном и Грецией был достаточно низок и составлял 2,7 млн долларов США.
Между Казахстаном и Грецией подписаны соглашения об экономическом и технологическом сотрудничестве. С июля 2006 года проводятся встречи членов совместного казахстанско-греческого межминистерского комитета, также развиваются межпарламентские отношения. В Казахстане проживает от 10 до 12 тысяч представителей греческой общины, которые образуют так называемую Федерацию дружбы Казахстана и Греции, публикующую собственную газету и проводящую различные социокультурные мероприятия. Казахстан также заинтересован в присоединении к европейским конвенциям о правах человека, вследствие чего пользуется поддержкой Греции в процессе сближения Казахстана и Евросоюза.
Казахстан заинтересован в развитии отношений с Европейским Союзом, вследствие чего поддерживает строительства трубопровода Бургас — Александрополис для поставки нефти из Чёрного моря через Болгарию в Грецию, в порт Александрополис на берегу Эгейского моря, что позволит Казахстану выйти на рынок Южной и Западной Европы, не пересекая Босфор и Дарданеллы.

## Списки послов

### Послы Казахстана в Греции
Список чрезвычайных и полномочных послов без учёта послов по совместительству и временных поверенных в делах:
1. Сергей Нуртаев (2009—сентябрь 2015)
2. Алексей Волков (апрель 2016 — 18 мая 2021)
3. Ерлан Баударбек-Кожатаев (31 мая 2021 — 12 декабря 2024)
4. Тимур Султангожин (23 января 2025 — н.в.)

### Послы Греции в Казахстане
Список чрезвычайных и полномочных послов без учёта послов по совместительству и временных поверенных в делах:
1. Контантин Тритарис (29 сентября 1997 — 17 мая 2000)
2. Николаос Хатупис	(7 июня 2000 — 22 января 2005)
3. Христос Контовунисиос (19 февраля 2005 — 9 декабря 2008)
4. Эвангелос Денаксас (11 декабря 2008 — 31 марта 2011)
5. Эфтимиос Пандзопулос (28 декабря 2011 — 10 июля 2016)
6. Александрос Катранис (13 июля 2016 — 31 августа 2019)
7. Адам-Георгиос Адамидис (22 сентября 2019—2021)
8. Эфталия Какиопулу (c 21 ноября 2021)